# دیون دابلین
دیون دابلین (به انگلیسی: Dion Dublin) زادهٔ ۲۲ آوریل ۱۹۶۹ بازیکن فوتبال اهل انگلستان که سابقهٔ بازی در تیم ملی فوتبال انگلستان را در کارنامهٔ خود دارد. وی در تاریخ ۱۱ فوریه ۱۹۹۸ نخستین بازی ملی خود را در مقابل تیم ملی فوتبال شیلی انجام داد و با حضور در ۴ بازی ملی، در تاریخ ۱۸ نوامبر ۱۹۹۸ واپسین بازی ملی‌اش را در برابر تیم ملی فوتبال جمهوری چک برگزار کرد.